# Igor Sviatoslavitch
Igor Sviatoslavitch le Brave (en russe : Игорь Святославич, en ukrainien : Ігор Святославич) (Novhorod-Siverskyï, 1151-1201/1202) fut prince de Sévérie.
Son nom de baptême est Youri. Il fut prince de Poutyvl (1164-1180), prince de Novhorod-Siverskyï (1180-1198), et prince de Tchernigov (1198-1201/1202).
Une de ses expéditions contre les Coumans devint la matière d'un poème épique national, Le Dit de la campagne d'Igor.

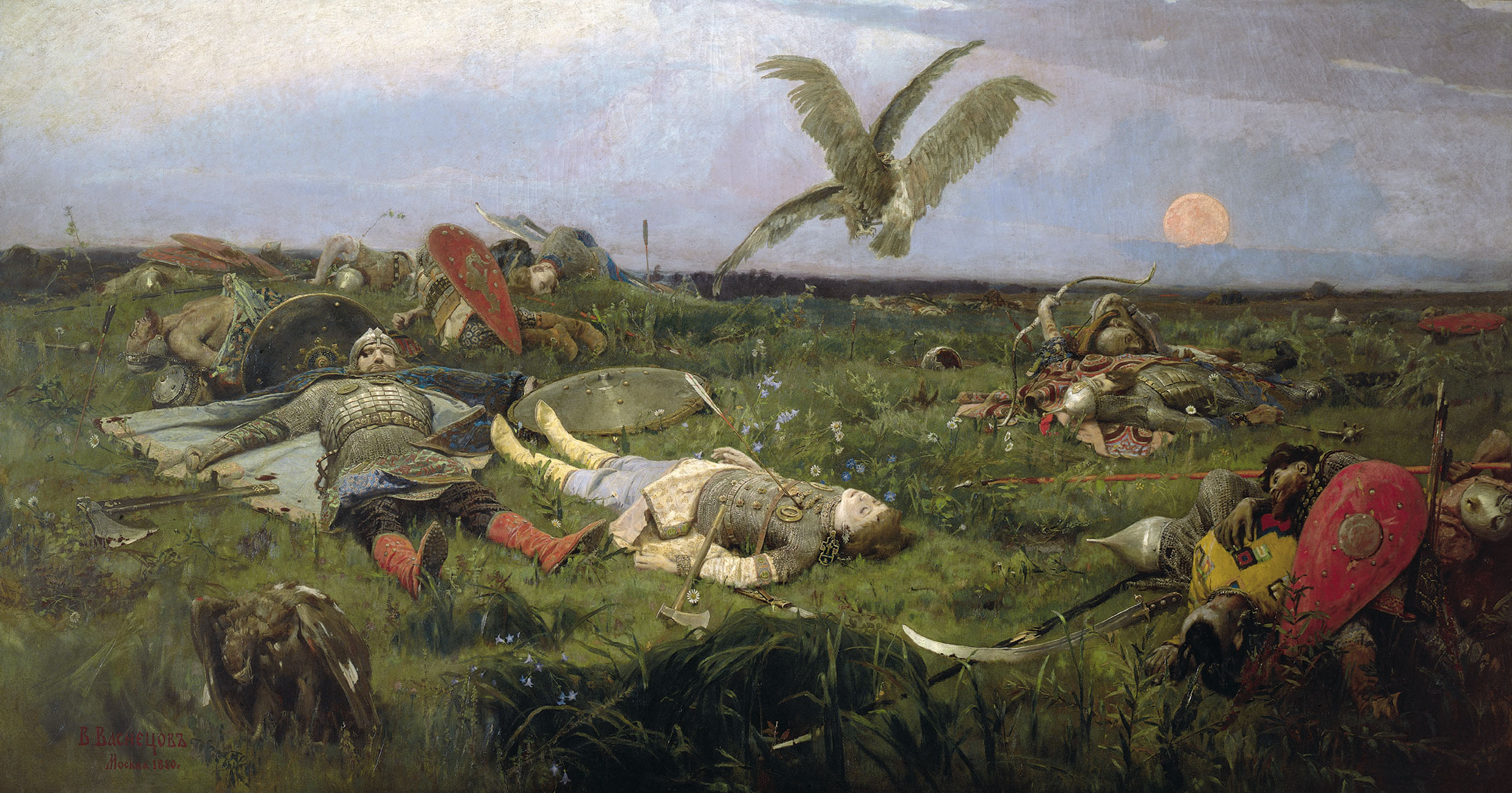
Le champ de la bataille entre Igor Sviatoslavitch et les Polovtses[2] par Viktor Vasnetsov, 1889
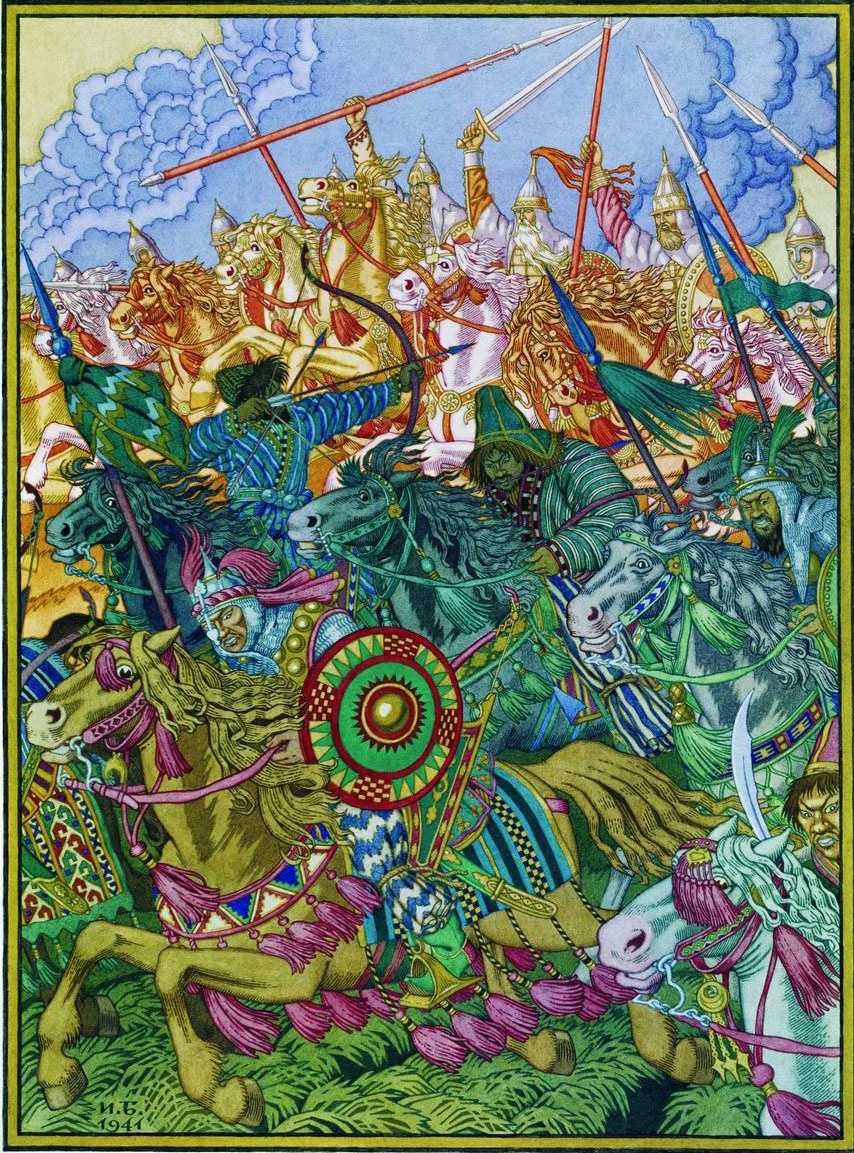
Illustration d'Ivan Bilibine pour Le Dit de la campagne d'Igor